# Orquestra Hallé
A Orquestra Hallé, ou simplesmente A Hallé, é uma orquestra sinfônica baseada em Manchester, Inglaterra. É a orquestra mais atinga ainda em atividade do Reino Unido (e a quarta mais antiga do mundo), conta com um coro, coro jovem e uma orquestra jovem e realiza gravações em sua própria gravadora, mas grava também, ocasionalmente para a Angel Records e EMI. Desde 1996, a orquestra faz o Bridgewater Hall a sua residência. O atual Diretor Musical é Sir Mark Elder, e o Maestro Convidado Residente é Markus Stenz.

## História
Em maio de 1857, o pianista e maestro Charles Hallé fundou uma orquestra para apresentar-se na Exposição de Arte em Manchester, e a orquestra apresentou-se até outubro de 1857. Hallé então decidiu continuar a trabalhar com a orquestra, como uma organização formal e a orquestra apresentou seu primeiro concerto desse estilo em 30 de janeiro de 1858. A primeira residência da orquestra em sua história foi o Free Trade Hall. Em 1861, a orquestra passou por problemas financeiros e apresentou apenas dois concertos.
Hans Richter serviu como diretor musical de 1899 até 1911. Durante seu período a frente da orquestra, ela apresentou a primeira performance da Sinfonia nº1 de Sir Edward Elgar.
Em 1943, a orquestra passou novamente por uma crise, tendo que demitir trinta músicos. Nos 27 anos seguintes, de 1943 até 1970, a diretor musical da orquestra, Sir John Barbirolli, voltou a dar a orquestra uma proeminência nacional. Juntos, eles fizeram inúmeras gravações, incluindo a primeira gravação da Sinfonia nº8 de Ralph Vaughan Williams, a qual ele a orquestra apresentaram a primeira performance. Durante o período de Barbirolli, um dos mais notáveis membros da orquestra foi o spalla Martin Milner, que serviu de 1958 até 1987. Barbirolli certa vez escreveu a Milner: "Você é o melhor líder que eu vi, em toda a minha longa carreira".
Kent Nagano foi o Maestro Residente da orquestra de 1992 até 1999. A orquestra, durante sua gestão, mudou-se do Free Trade Hall para o Bridgewater Hall, em 1996. Durante sua gersão, Nagano recebeu críticas por seus programas caros e ambiciosos, como também por seu salário. Entretanto, a orquestra passou por sua pior crise financeira durante o fim da década de 1990, incluindo um défice de 1.3 milhão de libras em 1998.
Durante 1997, em um período de oito meses, a orquestra não tinha um diretor executivo, Leslie Robinson serviu por dois anos como chefe executivo, após esse período, começando mudanças na orquestra e tomando o controle dos problemas financeiros. Ele fundou um fundo de apoio público, que contava com 2 milhões de libras, cortou o número de pessoas da administração da orquestra, ao meio e reduziu o número de músicos: de 98 para 80.
Desde 1999, o chefe executivo da orquestra tem sido John Summer, que continua com as práticas fiscais de Robinson, para restaurar a grande segurança financeira da orquestra. Em 2001, o Conselho de Artes premiou a orquestra com 3,8 milhões de libras, para pagar as dívidas acumuladas com os músicos, que tiveram seus salários congelados por quatro anos.
Em setembro de 2000, Sir Mark Elder, CBE, tornou-se o novo diretor musical da orquestra, tendo sido apontado ao cargo em 1999. Seus concertos com a orquestra receberam, constantemente, críticas positivas e ele é geralmente lembrado como o maestro que restaurou a orquestra e os músicos, alcançando o ponto máximo. Em 2004, Elder assinou um contrato estendendo sua permanência até 2010. Em maio de 2009, a orquestra anunciou uma nova extensão em seu contrato, indo até o ano de 2015.
A orquestra apontou seu primeiro maestro convidado residente em 2006, sendo esse Cristian Mandeal, que serviu até 2009. Em fevereiro de 2008, a orquestra anunciou o nome de Markus Stenz como o segundo e seguinte maestro convidado residente, começando em 2009. Maestros convidados que passaram pela orquestra incluem Edward Gardner e Rory Macdonald. Ewa Strusinska foi a primeira mulher a tornar-se assistente de maestro em uma orquestra do Reino Unido. Em setembro de 2010, Andrew Gourlay tornou-se o novo assisente do maestro da Hallé.

## Estreias Notáveis
- Edward Elgar, Sinfonia No. 1 (1908)
- Anthony Collins, Threnody para um Soldado Morto em Ação (1945)[13]
- William Alwyn, Sinfonia No. 1, (1949–1950)
- William Alwyn, Sinfonia No. 2 (1953)
- Ralph Vaughan Williams, Sinfonia Antártica (1953)
- Gerald Finzi, Concerto para Violoncelo (1955)[14]
- Anthony Milner, Variação para Orquestra (1959)[15]
- Thomas Adès, These Premises Are Alarmed (1996)
- Gustav Mahler, Das Klagende Lied (1997)
- Graham Fitkin, North (1998)
- Colin Matthews, Pluto, uma adição a The Planets de Gustav Holst (2000)

## Maestros Principais
- 1858–1895 Sir Charles Hallé
- 1895–1899 Sir Frederic Cowen
- 1899–1911 Hans Richter
- 1912–1914 Michael Balling
- 1915–1920 Sir Thomas Beecham
- 1920–1934 Sir Hamilton Harty
- 1939–1942 Sir Malcolm Sargent
- 1943–1970 Sir John Barbirolli
- 1972–1983 James Loughran
- 1983–1992 Stanisław Skrowaczewski
- 1992–1999 Kent Nagano
- 2000–Pres. Sir Mark Elder